# Silas (futbolista nacido en 1998)
Silas Katompa Mvumpa (Kinsasa, República Democrática del Congo, 6 de octubre de 1998), conocido futbolísticamente como Silas, es un futbolista congoleño que juega de delantero en el VfB Stuttgart de la 1. Bundesliga.

## Biografía
Silas nació en la República Democrática del Congo en 1998 y comenzó a jugar al fútbol en su país de origen. Cuando tenía 18 años viajó a Bélgica para hacer una prueba en el R. S. C. Anderlecht, pero no pudo regresar a Congo para firmar el contrato porque su visado había caducado. Aconsejado por su entonces agente, quien le advirtió que en caso de marcharse no podría regresar a Europa, se fue a París y estuvo recluido durante un tiempo hasta que le consiguieron una identidad falsa, con el nombre de Silas Wamangituka. El nuevo pasaporte establecía su fecha de nacimiento en 1999, un menor de edad a efectos legales, por lo que el agente tenía control total sobre su carrera y pudo chantajearle.
Después de que la prensa francesa desvelase en 2019 una posible falsificación documental, Silas explicó en privado la situación por la que pasaba a su club, el VfB Stuttgart, que le prestó su apoyo y le animó a denunciarlo. Silas rompió así cualquier vínculo con su primer agente y obtuvo un pasaporte legal congoleño que especifica su identidad real. El 8 de junio de 2021, el propio jugador desveló todo lo sucedido a través de la página web del club.

## Carrera deportiva

### Inicios en Francia
En 2018 fichó por el Olympique Alès y ese mismo año fue contratado por un club profesional, el Paris FC de la Ligue 2. Su debut con el conjunto capitalino llegó el 31 de agosto de 2018, en un partido de la Ligue 2 frente al ESTAC Troyes.

### Stuttgart
El 31 de agosto de 2019 fichó por el VfB Stuttgart.
En la temporada 2019-20 logró el ascenso a la Bundesliga con su club, debutando en la competición el 19 de septiembre de 2020, donde además logró anotar su primer gol. Su equipo, a pesar de ello, cayó derrotado por 2-3 frente al SC Friburgo.
El 6 de diciembre de 2020 marcó su primer doblete en la Bundesliga, para darle la victoria al Stuttgart por 1-2 frente al SV Werder Bremen.

## Clubes
| Club                               | País     | Año       |
| ---------------------------------- | -------- | --------- |
| Olympique Alès                     | Francia  | 2018      |
| París F. C.                        | Francia  | 2018-2019 |
| VfB Stuttgart                      | Alemania | 2019-act. |
| Estrella Roja de Belgrado (cedido) | Serbia   | 2024-2025 |

## Palmarés

### Títulos nacionales
| Título              | Club                      | País   | Año  |
| ------------------- | ------------------------- | ------ | ---- |
| Superliga de Serbia | Estrella Roja de Belgrado | Serbia | 2025 |
| Copa de Serbia      | Estrella Roja de Belgrado | Serbia | 2025 |